# Machek Macarius
Machek Macarius, Machek Makár (Komárom, 1783. – Pozsony, 1844. április 11.) ferences rendi szerzetes.

## Élete
1800-ban Malackán lépett a rendbe és 1807-ben lett miséspap; egy évig a bölcseletet, azután a teológiát adta elő (többek közt Albach Szaniszló is tanítványa volt).

## Munkái
- Kurze Anmerkung über das in 76 Veterunser bestehende Layen-Brevier der mindern Brüder, das ist: geistreiche Erklärung anmüthigster Gedanken, welche sich die Betung des in 7 Chrostunden von dem seraphischen Erz-Vater S. Francisco ausgetheilten Vaterunser, verpflichtete Layen bei einem jeden derer zum Trost und Ermunterung ihres Geistes machen können. Aus dem edlen Wercklein (sonst Medulla S. Evangelii benannt) a R. P. Bonaventura Dernoye weiland dieses Ordens Priester und Provincialen der reformirten Provinz des heil. Josephus in Flandern (zum Trost und Nutzen deren Layen Brüdern der reformirten Provinz der heil. Mariae in Ungarn) aus dem latinischen, in das Deutsche übersetzt, mit einem Anhang des von obbemeldten heil. Erz-Vater geistreich erklärten Vater-unsers, wie Er es selbst täglich bei allen Tagzeiten zu beten pflegte ... Pressburg, 1816.
- Rede, welche bei Gelegenheit der feierlichen Erneuerung der Ordens-Gelübde gehalten wurde, da der geistliche Bruder Rupertus Scharch aus dem Orden des heil. Francisci von Assis, Marianischer Provinz, nach vollendetem fünfzigsten Jahre dieselben am 7. Hornung 1817. erneuert. Verfasst und vorgetragen ... Uo. 1817.